# سرية عبيدة بن الحارث

سرية عبيدة بن الحارث أو سرية رابغ، ثاني السرايا التي أرسلها النبي محمد بن عبد الله إلى بطن رابغ في شوال على رأس ثمانية أشهر من الهجرة إلى المدينة المنورة، عقد له لواء أبيض، كان الذي حمله مسطح بن أثاثة، وكان تعداد السرية ستين رجلاً من المهاجرين ليس فيهم أنصاري.

## أحداث السرية
لقي عبيدة بن الحارث أبا سفيان بن حرب وهو في مائتين من أصحابه، وهو على ماء يقال له «أحياء» من بطن رابغ على عشرة أميال من الجحفة. وكان بينهم الرمي ولم يسلوا السيوف ولم يصطفوا للقتال، وإنما كانت بينهم المناوشة، إلا أن سعد بن أبي وقاص قد رُمي يومئذ بسهم فكان أول سهم رمي به في الإسلام ثم انصرف الفريقان على حاميتهم. وفي رواية ابن إسحاق أنه كان على القوم عكرمة بن أبي جهل.